# آرتی پرابهاکار
آرتی پرابهاکار (انگلیسی: Arati Prabhakar؛ زادهٔ ۲ فوریهٔ ۱۹۵۹) مهندس و مقام رسمی آمریکایی است. از ۳ اکتبر ۲۰۲۲ تا ۲۰ ژانویه ۲۰۲۵، او به عنوان دوازدهمین مدیر دفتر سیاست علم و فناوری کاخ سفید و مشاور علمی رئیس‌جمهور خدمت کرد.
از ۱۹۹۳ تا ۱۹۹۷، پرابهکار به عنوان دهمین مدیر مؤسسه ملی استاندارد و فناوری (NIST) خدمت کرد و اولین زنی بود که این سمت را بر عهده گرفت. پرابهکار از ۲۰۱۲ تا ۲۰۱۷ به عنوان بیستمین مدیر دارپا (آژانس پروژه‌های تحقیقاتی پیشرفته دفاعی ایالات متحده) خدمت کرد. در سال ۲۰۱۹، او سازمان غیرانتفاعی اکتوت را که بر مسائل مرتبط با داده‌ها تمرکز دارد تأسیس کرد و به عنوان مدیرعامل آن فعالیت نمود. وی همچنین برندهٔ جوایزی همچون عضو پیوسته انجمن مهندسان برق و الکترونیک شده است.

## اوایل زندگی و تحصیلات
خانواده پرابهکار هنگامی که او سه سال داشت از دهلی نو، هند، به ایالات متحده مهاجرت کردند. مادرش برای تحصیل در مقطع پیشرفته در رشته مددکاری اجتماعی در شیکاگو بود. پرابهکار از ده سالگی در لابوک، تگزاس بزرگ شد. مادرش از همان دوران کودکی او را به کسب مدرک دکترا تشویق می‌کرد.
در سال ۱۹۷۹، او مدرک کارشناسی در رشته مهندسی برق را از دانشگاه فناوری تگزاس در لابوک، تگزاس دریافت کرد. او در سال ۱۹۸۰ مدرک کارشناسی ارشد در مهندسی برق و در سال ۱۹۸۴ مدرک دکترا در فیزیک کاربردی را از مؤسسه فناوری کالیفرنیا (کلتک) کسب کرد. او اولین زنی بود که از کلتک مدرک دکترا در فیزیک کاربردی دریافت می‌کرد.

## حرفه
پس از دریافت مدرک دکترا، او از سال ۱۹۸۴ تا ۱۹۸۶ به عنوان همکار کنگره در دفتر ارزیابی فناوری در واشینگتن دیسی مشغول به کار شد. پرابهکار سپس از ۱۹۸۶ تا ۱۹۹۳ در دارپا کار کرد، ابتدا به عنوان مدیر برنامه و بعدها به عنوان مدیر مؤسس دفتر فناوری میکروالکترونیک دارپا.
در سن ۳۴ سالگی، پرابهکار به عنوان رئیس مؤسسه ملی استاندارد و فناوری (NIST) منصوب شد و از ۱۹۹۳ تا ۱۹۹۷ این سمت را بر عهده داشت. پس از NIST، او از ۱۹۹۷ تا ۱۹۹۸ به عنوان مدیر ارشد فناوری و معاون ارشد شرکت رایکم فعالیت کرد. سپس از ۱۹۹۸ تا ۲۰۰۰ به عنوان معاون و بعداً رئیس شرکت اینتروال ریسرچ خدمت نمود.
او از ۲۰۰۱ تا ۲۰۱۱ به یو.اس. ونچر پارتنرز پیوست و بر سرمایهگذاری در استارتاپ‌های فناوری سبز و فناوری اطلاعات تمرکز کرد. در ۳۰ ژوئیه ۲۰۱۲، او به عنوان رئیس دارپا منصوب شد و جایگزین رجینا ای. دوگان شد.[۹] او در ژانویه ۲۰۱۷ دارپا را ترک کرد.
پرابهکار در سالهای ۲۰۱۷–۲۰۱۸ به عنوان پژوهشگر در مرکز مطالعات پیشرفته در علوم رفتاری (CASBS) در دانشگاه استنفورد فعالیت داشت. در سال ۲۰۱۹، او سازمان غیرانتفاعی اکتوت را تأسیس کرد که بر مسائلی مانند تغییرات آب‌وهوایی و بیماری‌های مزمن تمرکز دارد.

### دولت بایدن
در سال ۲۰۲۲، پرابهکار توسط رئیس‌جمهور جو بایدن به عنوان مدیر دفتر سیاست علم و فناوری کاخ سفید و مشاور علمی رئیس‌جمهور منصوب شد. این انتصاب او را به اولین زن، فردی از اقلیتهای قومی و مهاجری تبدیل کرد که به عنوان مدیر دفتر سیاست علم و فناوری کاخ سفید خدمت می‌کند، و همچنین اولین زن و اولین فرد از اقلیتهای قومی است که به عنوان مشاور علمی رئیس‌جمهور فعالیت می‌کند.
پرابهکار بهطور ویژه بایدن را در مورد مسائل مربوط به تنظیم مقررات هوش مصنوعی (AI) راهنمایی کرده است، جایی که او از تدابیر ایمنی هوش مصنوعی حمایت کرده است. او به دلیل شکلدهی به سیاست‌های دیجیتال و استراتژی صنایع نیمه‌رساناها در دولت بایدن شناخته می‌شود.

## جوایز و عضویت‌ها
پرابهکار عضو مؤسسه مهندسان برق و الکترونیک (IEEE) است و در سال ۱۹۹۷ به عنوان عضو پیوسته IEEE انتخاب شد به دلیل «رهبری در مشارکت بین صنعت و دولت برای ترویج رشد اقتصادی از طریق توسعه فناوریهای تولید برای دستگاه‌های نیمه‌رسانا». او عضو آکادمی ملی مهندسی است. او همچنین به عنوان مهندس برجسته دانشگاه فناوری تگزاس و فارغ‌التحصیل ممتاز مؤسسه فناوری کالیفرنیا شناخته شده است.
او عضو هیئت مدیره مرکز تحقیقات پیو و عضو هیئت سیاست علم، فناوری و اقتصادی آکادمی‌های ملی ایالات متحده است. او در سال ۲۰۱۲ عضو هیئت مدیره مؤسسه تحقیقاتی اس‌آرآی اینترنشنال بود، و همچنین عضو هیئت سیاست علم، فناوری و اقتصادی آکادمیهای ملی ایالات متحده و هیئت مشورتی دانشکده مهندسی دانشگاه کالیفرنیا، برکلی بود.
پرابهکار در مجموعه کارتهای زنان برجسته در رایانه معرفی شده است.
در سال ۲۰۲۴، مجله تایم او را در فهرست ۱۰۰ فرد تأثیرگذار در حوزه هوش مصنوعی قرار داد.